# Terri Garber
Terri Garber (Miami, 28 december 1960) is een Amerikaans actrice. 

## Carrière
Garber maakte haar debuut in 1982 als Allinson Linden in de soapserie Texas.
In 1985 kwam voor haar de grote doorbraak toen ze de rol mocht spelen van Ashton Main, de jongere zus van Orry Main gespeeld door Patrick Swayze, in het eerste deel van de Amerikaanse miniserie North and South, gebaseerd op de trilogie van John Jakes. In 1986 volgde het tweede deel van de serie, North and South: Love and War, en in 1994 deel drie, North and South: Heaven and Hell.
In het seizoen 1987-1988 speelde Garber de rol van Leslie Carrington in de televisieserie Dynasty. Begin jaren negentig speelde ze rollen in de soapseries Santa Barbara, hier als Suzanne Collier, en in General Hospital. Verder speelde ze gastrollen in Murder, She Wrote, The Twilight Zone en Quantum Leap.
In 2005 kreeg ze een terugkerende rol in de soapserie As the World Turns als Iris Dumbrowski.